# 10033 Bodewits
10033 Bodewits eller 1981 UJ23 är en asteroid i huvudbältet som upptäcktes den 24 oktober 1981 av den amerikanska astronomen Schelte J. Bus vid Palomarobservatoriet. Den är uppkallad efter Dennis Bodewits.
Asteroiden har en diameter på ungefär 8 kilometer och den tillhör asteroidgruppen Eos.